# Nürburgring Classic

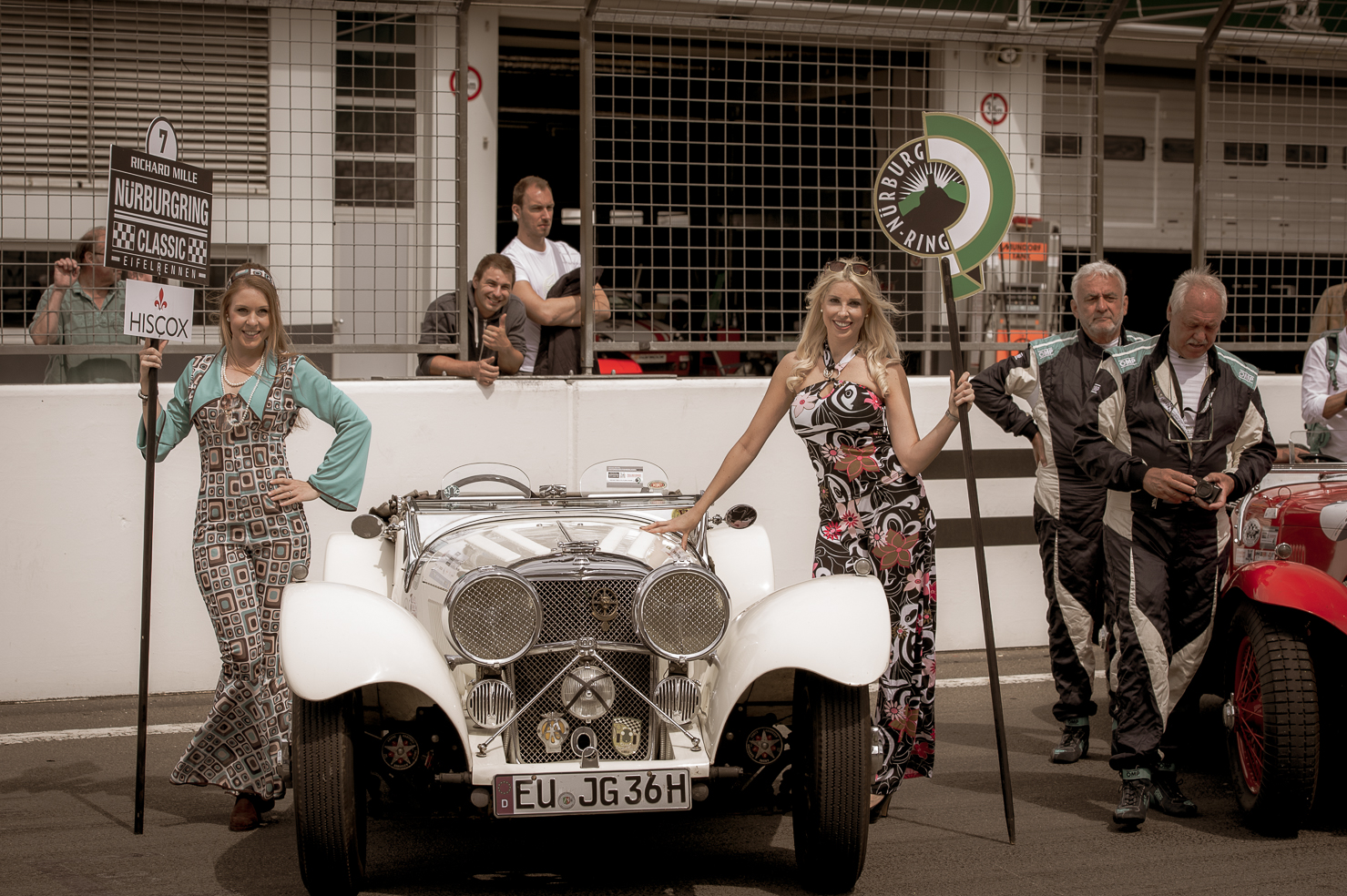
Fahrzeugpräsentation vor dem „Elefantenrennen“, Nürburgring Classic 2018.

Die Nürburgring Classic ist ein Motorsportwettbewerb für „klassische“ Fahrzeuge am Nürburgring, der seit 2017 unter der ideellen Trägerschaft des Düsseldorfer Automobil- und Motorsport-Club 05 ausgetragen wird.
2005 bis 2007 wurde die Veranstaltung vom ADAC-Regional-Club Nordrhein als ADAC Nürburgring-Classic organisiert.

## Geschichte
Die erste ADAC Nürburgring-Classic, unter der Führung des ADAC-Regional-Clubs Nordrhein, war noch eine 2-Tage-Veranstaltung und startete am Samstag, dem 1. Oktober 2005.
Neben den beiden Hauptrennen, dem 300-km-Rennen auf der Nordschleife für Renntourenwagen und GTs und dem ADAC-Graf-Berghe-von-Trips-Pokal-Rennen für Formelfahrzeuge wurden viele Gleichmäßigkeitsläufe gestartet. Als Rahmenprogramm gab es einen nostalgischen Jahrmarkt, eine Ausstellung von automobilen Einzelstücken, ein Trecker- und Löschfahrzeugetreffen und Markenclubtreffen.
2006 wurde die Veranstaltung zur 3-Tage-Veranstaltung ausgedehnt und ging vom 22. bis 24. September. Das Traktoren- und Treckertreffen zog 2006 über 400 Teilnehmer an. Der sportliche Höhepunkt, das Langstreckenrennen für historische Tourenwagen und GT-Fahrzeuge aus den 1950er und 1960er Jahren wurde von 300-km- auf 500-km-Rennen verlängert.
Die letzte ADAC Nürburgring-Classic fand vom 21. bis 23. September statt 2007, wieder mit dem 500-km-Rennen für historische Tourenwagen und GT-Fahrzeuge, aber diesmal geteilt in zwei Läufe. Das Mercedes-Benz-Museum präsentierte erneut seine Fahrzeuge vom Vorkriegs-SSK bis zum W 196, den Jochen Mass steuerte. Genauso starteten auch wieder die Formelfahrzeuge im ADAC-Graf-Berghe-von-Trips-Pokal-Rennen und viele Gleichmäßigkeitsläufe für die teilnehmenden Markenclubs. 22.000 Zuschauer waren bei strahlendem Wetter an dem Wochenende am Ring.
Bis mindestens April 2008 war im Veranstaltungskalender des Nürburgrings noch eine weitere ADAC Nürburgring-Classic für Ende September geplant, aber letztlich wurde die Veranstaltung durch die Neuauflage des ADAC Eifelrennens abgelöst.

## Aktuelles Veranstaltungsformat

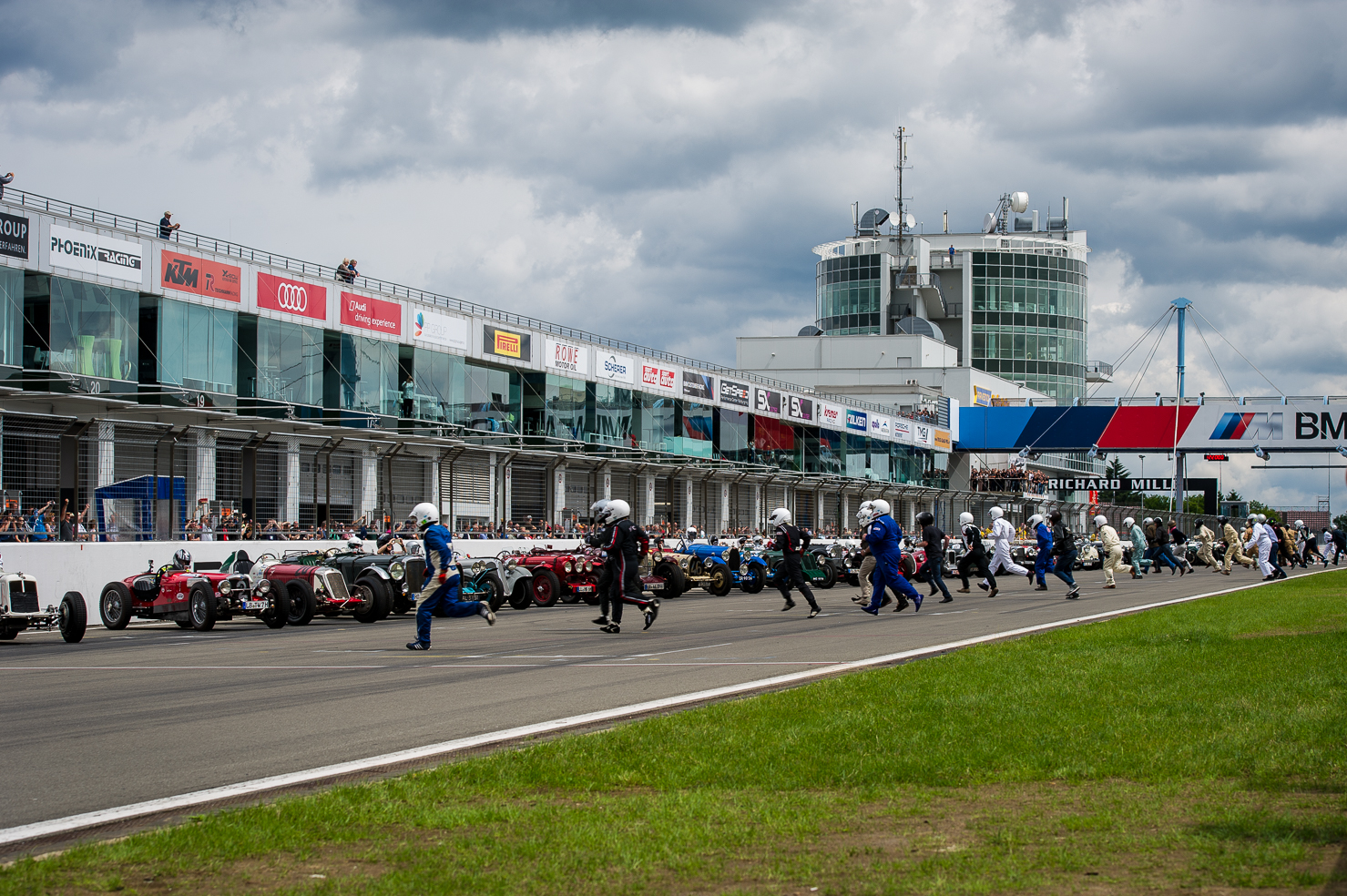
Le-Mans-Start der Teilnehmer beim „Elefantenrennen“ 2018

2017, nach einer 9-jährigen Pause, wurde die Nürburgring Classic mit einem neuen Veranstaltungskonzept wiederbelebt. Zum 90-jährigen Jubiläum des Nürburgrings richtete der Düsseldorfer Automobil- und Motorsport-Club 05 vom 16. bis 18. Juni 2017 die neue Oldtimer-Rennsportveranstaltung aus.
Das Hauptrennen der Nürburgring Classic, das Dreistunden-Langstreckenrennen, trug zu Ehren des Jubiläums des Eröffnungsrennens von 1927 den Titel „Eifelrennen“.
Durch die Zusammenarbeit mit den Organisatoren der Classic Days hat sich der Schwerpunkt der Veranstaltung von einer reinen Rennsportveranstaltung zu einer Veranstaltung mit höherer Zuschauer- und Clubsport-Einbindung  verändert. Zum Beispiel war das „Historische Fahrerlager“ für das Treffen der 120 Vorkriegsfahrzeuge reserviert, deren Teilnehmer auch bei der Revivalfahrt auf der Südschleife und beim „Elefantenrennen“ starten durften. Für die Zuschauer wurden zusätzliche Tribünen im Vorstartbereich und Ruhezonen geschaffen.

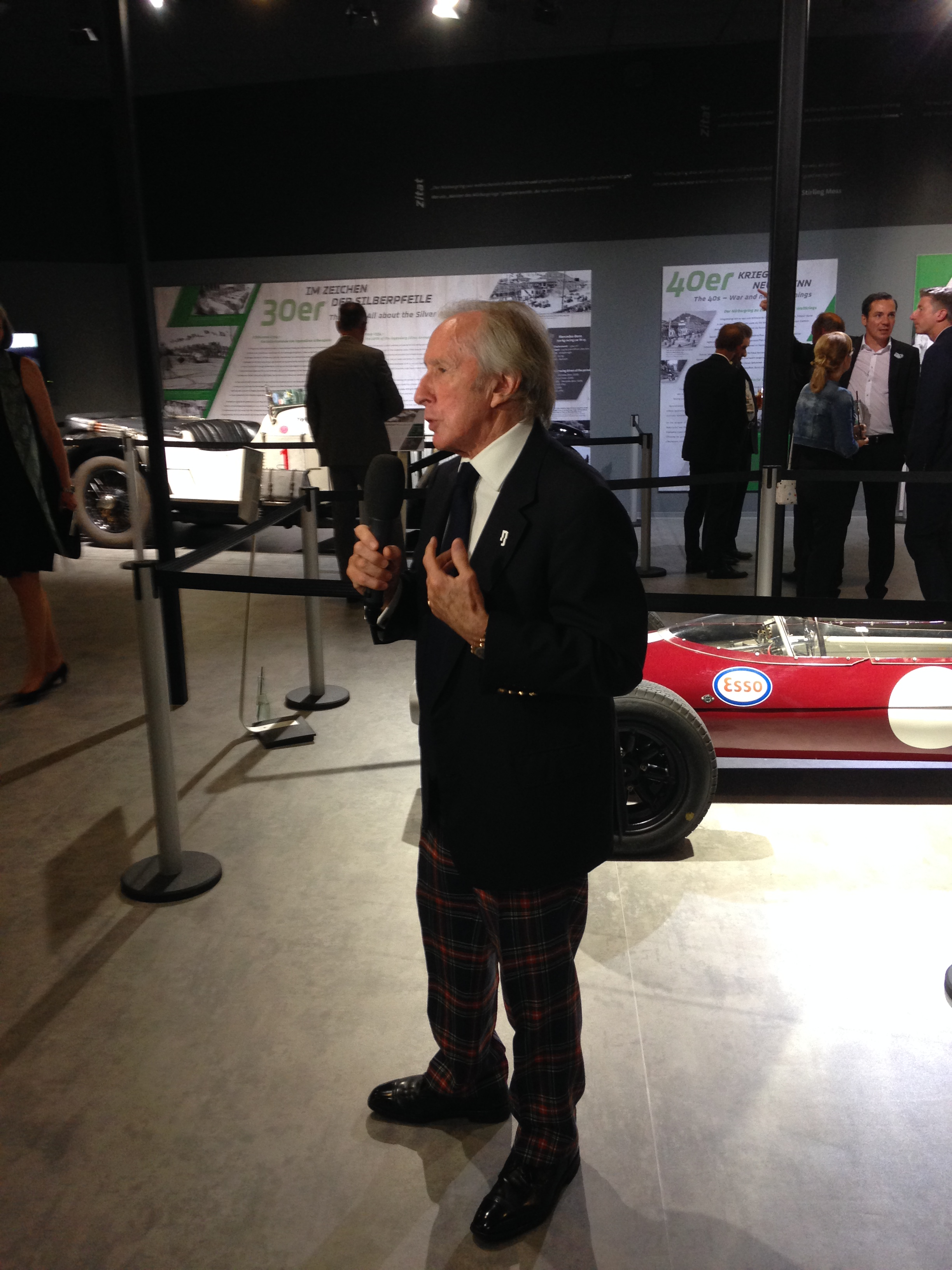
Jackie Steward eröffnet die Ausstellung im ring°werks.

Jackie Stewart, der Urheber des Begriffes „Green Hell“ für den Nürburgring, war als Ehrengast anwesend und eröffnete am Freitag die Nürburgring-Ausstellung ring°marks. 

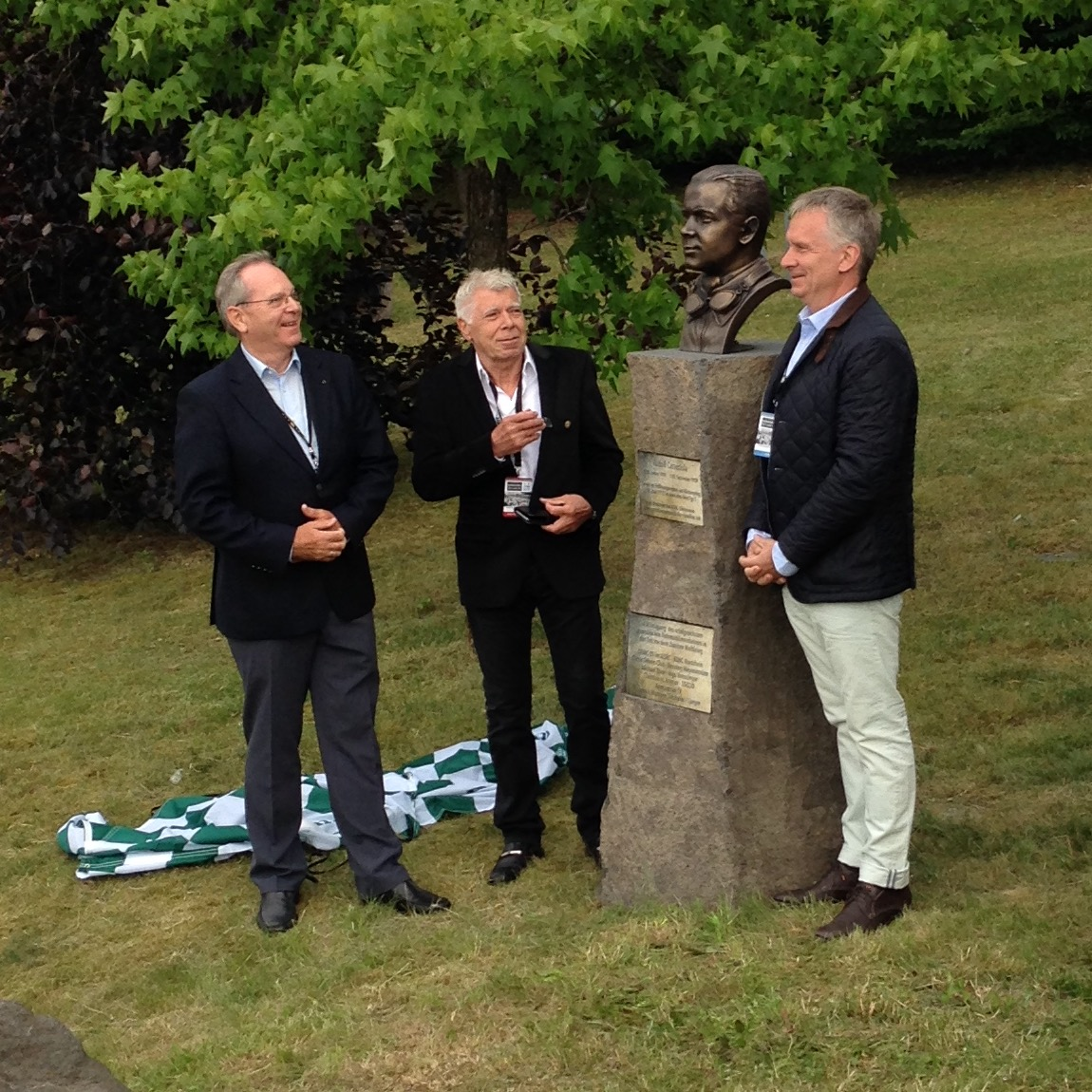
Enthüllung einer Caracciola-Gedenksäule am Nürburgring.

Zu Ehren des Siegers von 1927 Rudolf Caracciola enthüllten während der Veranstaltung der Präsident des ADAC Nordrhein, Peter Meyer, der DAMC-05-Ehrenvorsitzende Rainer Temme und Thomas Caracciola, der Großneffe Rudolf Caracciolas, im Fahrerlager eine Gedenksäule. Das Siegerauto von Caracciola, der Mercedes-Benz 680 S aus der Nürburgring-Ausstellung, wurde ebenso präsentiert.
Am Start waren die Rennserien FHR-Dunlop-Langstrecken-Cup, Kampf der Zwerge, Gentle Drivers Trophy und die Tourenwagen Classics. Die Tourenwagen Classics wurden wie zu DTM-Zeiten von Rainer Braun und Christa Haas kommentiert.
Die Erstveranstaltung hatte bereits 17.000 Zuschauer.
Im November 2017 beschlossen die Mitglieder des DAMC 05, dass die Organisation der Nürburgring Classic in die DAMC 05 Veranstaltungs-GmbH ausgegliedert wird und der Verein die Rolle des ideellen Trägers übernimmt.
Bereits im zweiten Jahr der Neuauflage wurden rund 700 Teilnehmer registriert. 2018 versammelten sich im „Alten Fahrerlager“ Vorkriegsfahrzeuge aus mehr als acht Nationen und mehr als 25 verschiedene Marken wie Bentley, Riley, Bugatti, Mercedes, Hotchkiss, Lagonda oder Amilcar. Das Wochenende vom 15. bis 17. Juni wurde von über 20.000 Zuschauern besucht. Die Tourenwagen-Classics, Youngtimer-Trophy, FHR Langstrecken-Trophy, 100 Meilen Trophy waren wieder am Start und zusätzlich der Canadian-American Challenge Cup.
Um das Wochenende 2019 noch familienfreundlicher zu gestalten, wurde ergänzend zum Renngeschehen das begleitende Programm ausgebaut. In dem Jahr ergänzten das reine Rennprogramm eine Ausstellung mit historischen Renntransportern, verteilt auf das ganze Fahrerlager. Am Samstag wurde der Tag mit einem Livekonzert und einem Feuerwerk abgeschlossen, und tagsüber lockte ein Riesenrad als Aussichtspunkt.
Am Wochenende vom 24. bis 26. Mai 2019 waren am Ende rund 800 Starter und fast 25.000 Zuschauer (Veranstalter-Angabe) am Ring.

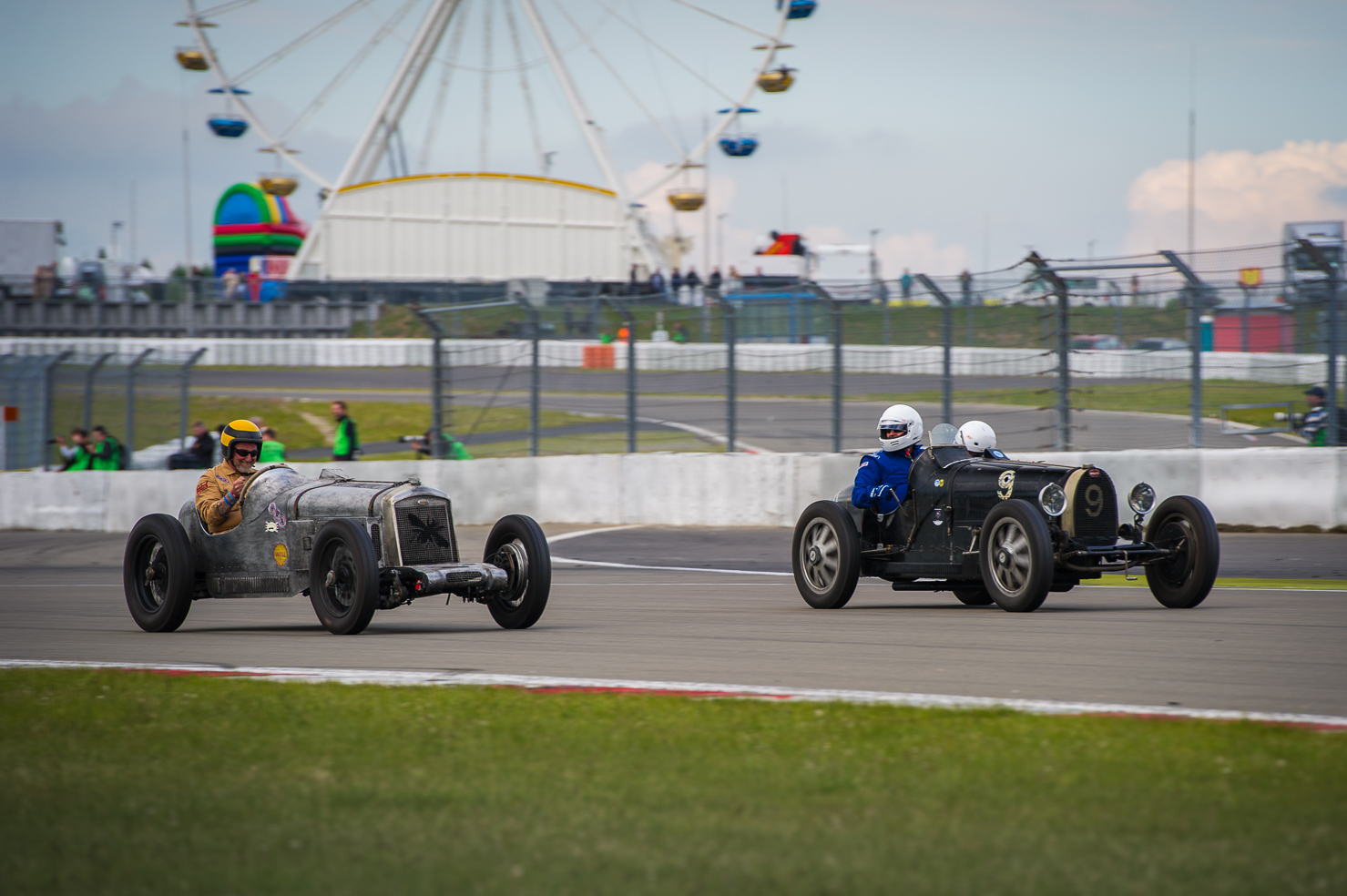
„Elefantenrennen“ 2019, Mercedes-Arena mit Riesenrad
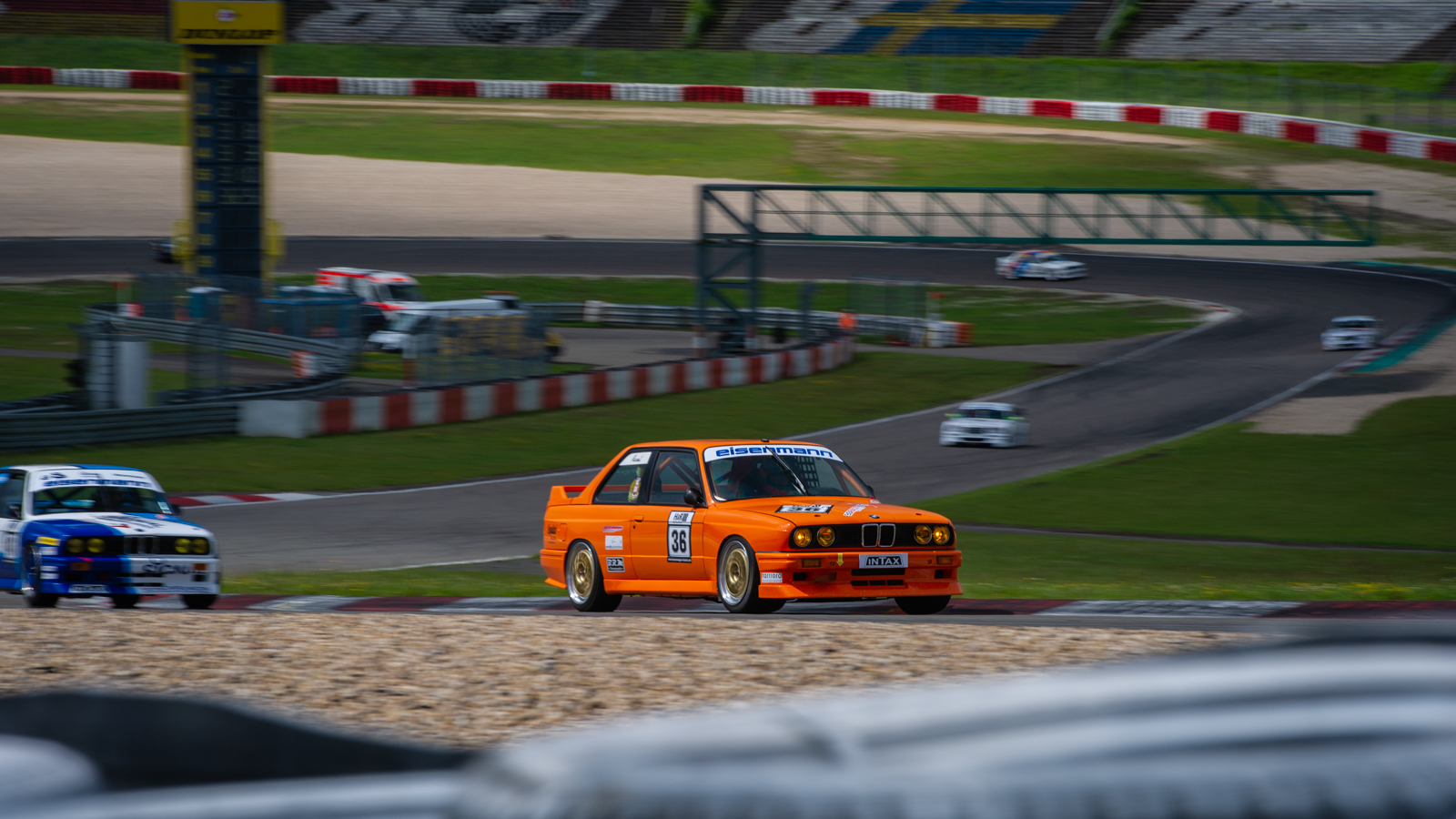
Tourenwagen Classics
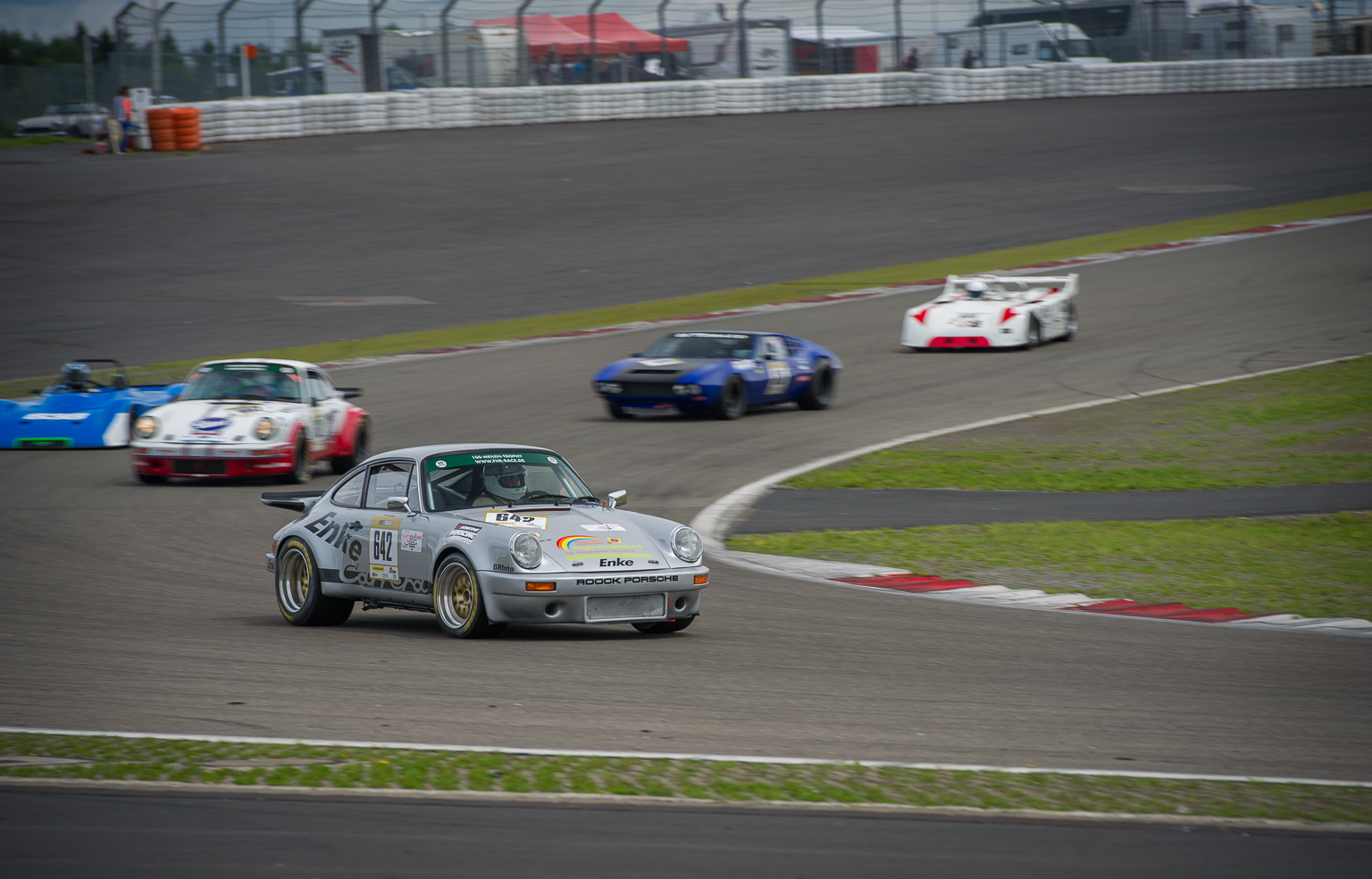
100 Meilen Trophy
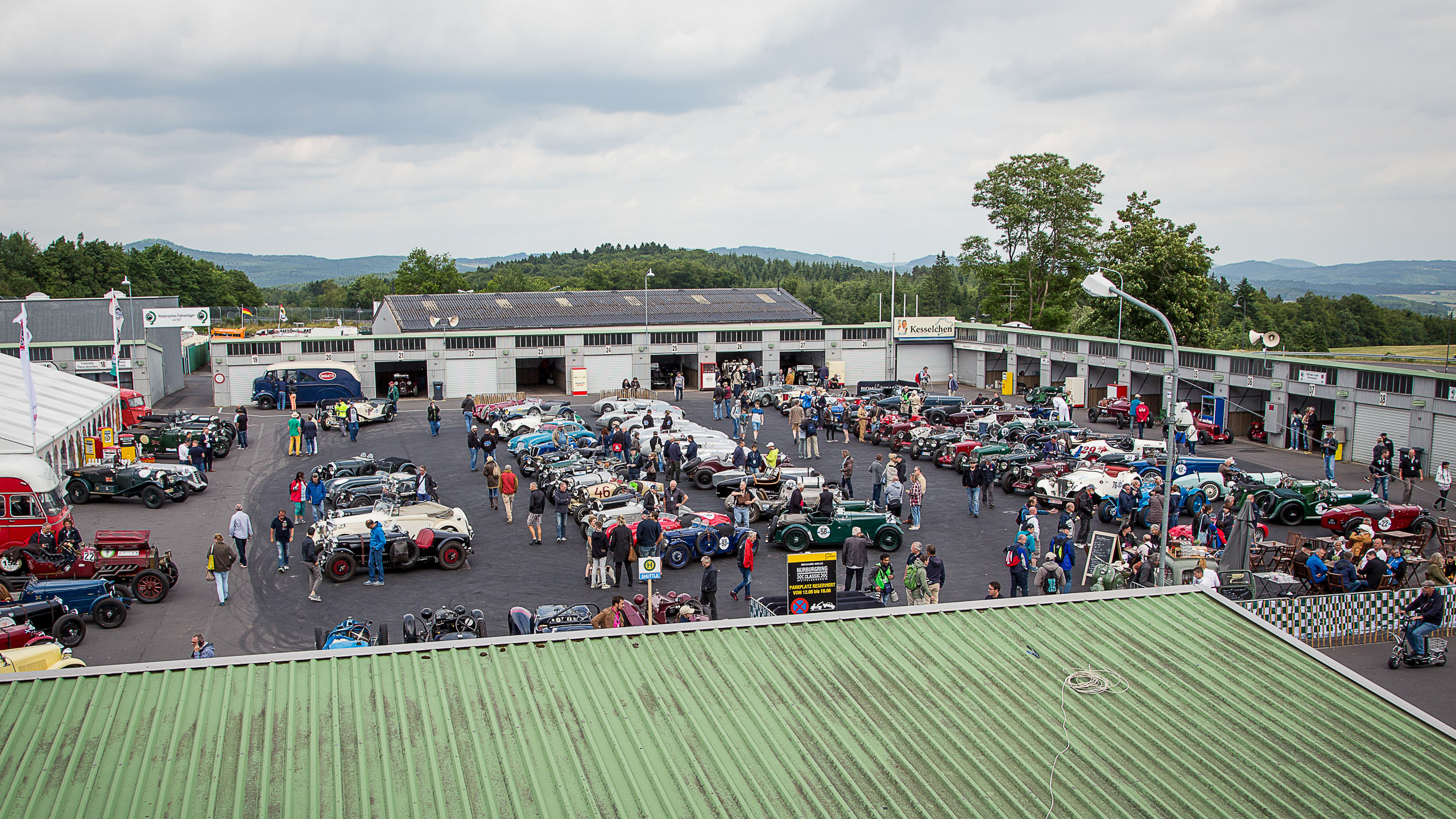
Prewar Meeting, Nürburgring Classic 2017
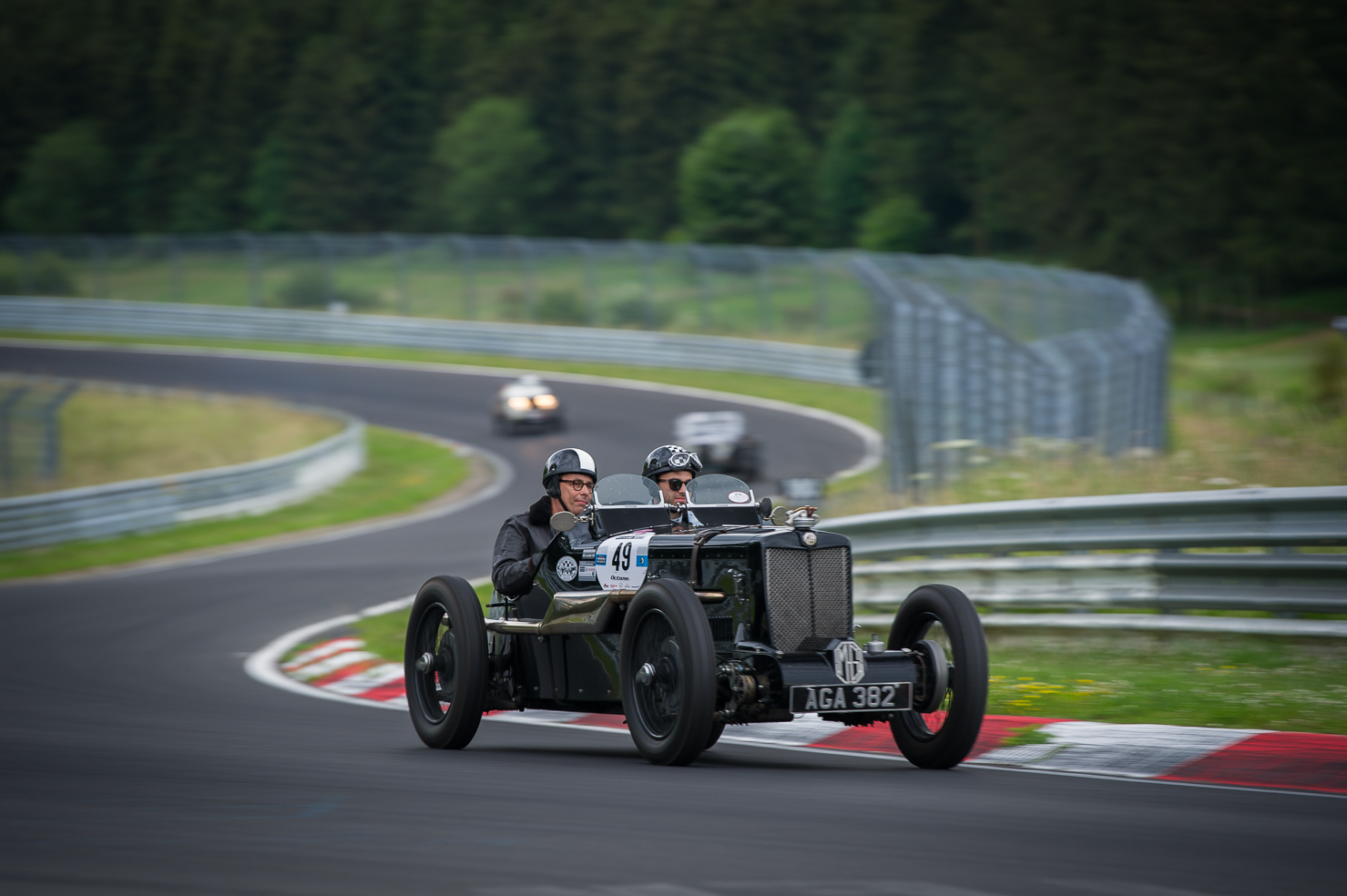
Vorkriegsfahrzeuge auf der Nordschleife
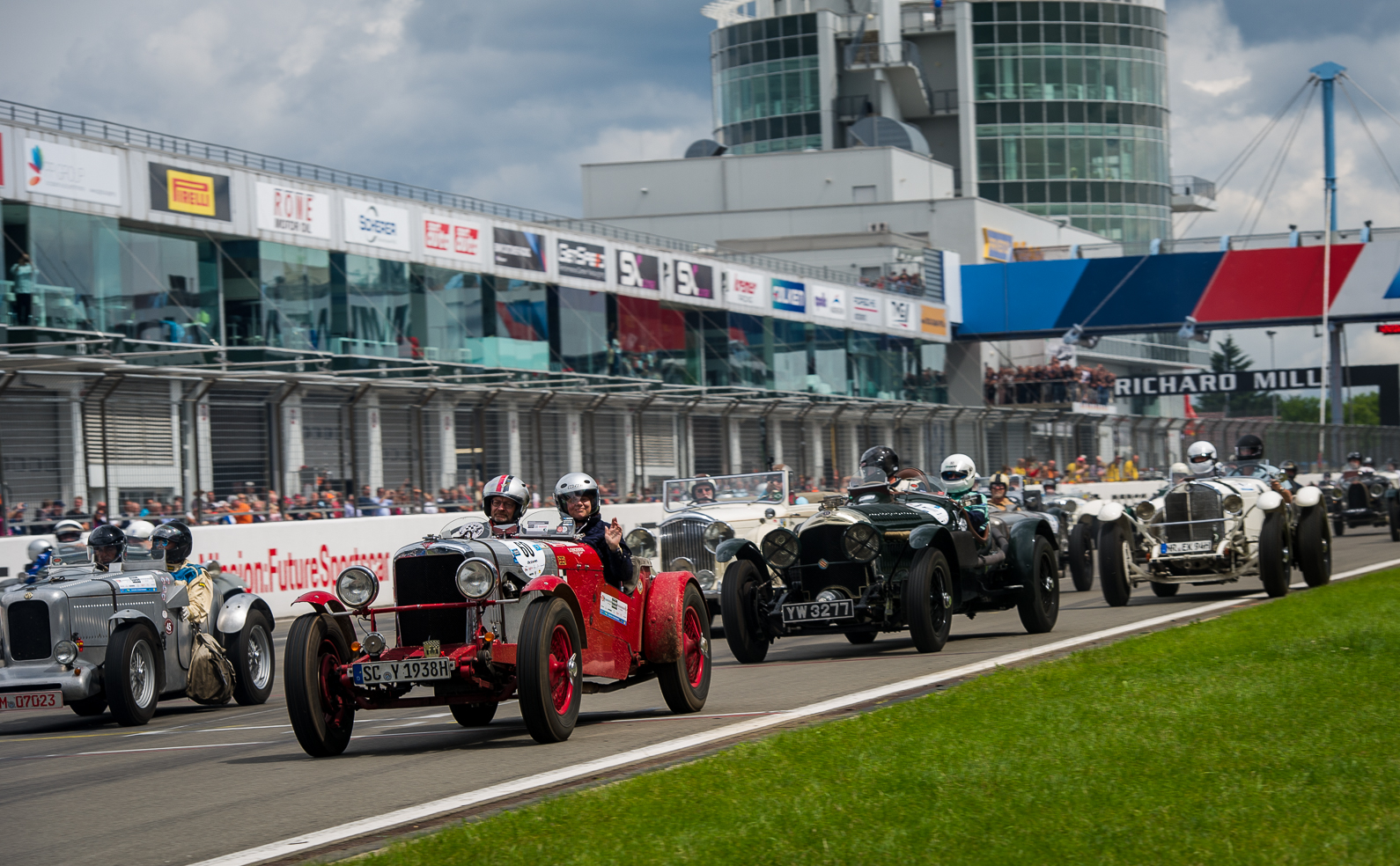
Starterfeld „Elefantenrennen“ 2018